# HD 6434 b
HD 6434 b는 봉황자리 방향으로 지구로부터 약 131.5광년 떨어진 곳에 있는 외계 행성이다. 이 행성의 어머니 항성은 HD 6434이다. 행성의 최소 질량은 목성의 절반 정도이다. b는 항성으로부터 매우 가까운 곳을 돌고 있는데, 대략 수성의 2.5분의 1 정도 되는 곳에서 별을 공전하고 있고 1회 공전에 22일 걸린다. 페가수스자리 51 b와 같은 뜨거운 목성들과는 달리 HD 6434 b의 궤도는 원형이 아니며 다소 이심률이 큰 모양이다.
일부 과학자들이 히파르코스 계획에 따라 측정된 관측 자료를 근거로 이 행성의 궤도경사각이 179.9도라고 주장한 적이 있다. 이 값에 따르면 HD 6434 b의 질량은 목성의 196배로, 더 이상 행성이 아니라 적색 왜성이 된다. 그러나 이 주장은 그 불확실성 때문에 철회되었고 통계적으로도 해당 각도가 나올 확률은 희박한 것으로 드러났다. 다만, 관측 방법의 한계 때문에 정확한 질량은 밝혀져 있지 않은 상태이다.

## 같이 보기
- 뜨거운 목성
- 타원궤도 가스행성

## 참고 문헌
- (영어) Mayor;  외. (2004). “The CORALIE survey for southern extra-solar planets XII. Orbital solutions for 16 extra-solar planets discovered with CORALIE”. 《Astronomy and Astrophysics》 415: 391–402. doi:10.1051/0004-6361:20034250.